# Thomas Peterson
Thomas Peterson, nascido a 24 de dezembro de 1986, é um ex-ciclista estadounidense. O seu melhor resultado foi a consecução de ser o melhor jovem da Volta a Califórnia em 2006, bem como a etapa vencida na mesma prova em 2009.
Em 25 de dezembro de 2014 anunciou a sua retirada do ciclismo depois de nove temporadas como profissional e com 28 anos de idade e dedicar-se-á a terminar os seus estudos de enfermagem.

## Palmarés
2009
- 1 etapa da Volta a Califórnia

## Resultados nas grandes voltas
| Carreira           | 2006 | 2007 | 2008 | 2009 | 2010 | 2011 | 2012 | 2013 | 2014 |
| ------------------ | ---- | ---- | ---- | ---- | ---- | ---- | ---- | ---- | ---- |
| Giro d'Italia      | -    | -    | -    | -    | -    | 89º  | -    | -    | -    |
| Tour de France     | -    | -    | -    | -    | -    | -    | -    | -    | -    |
| Volta a Espanha    | -    | -    | -    | -    | 27º  | -    | 115º | 116º | -    |
| Mundial em Estrada | -    | -    | -    | 94º  | -    | -    | -    | -    | -    |

-: não participa

Ab.: abandono